# Lambafell (kulle i Island, Norðurland eystra)
Lambafell är en kulle i republiken Island. Den ligger i regionen Norðurland eystra, 300 km nordost om huvudstaden Reykjavík. Toppen på Lambafell är 243 meter över havet.
Trakten runt Lambafell är nära nog obefolkad, med mindre än två invånare per kvadratkilometer. Det finns inga samhällen i närheten. Omgivningarna runt Lambafell är i huvudsak ett öppet busklandskap.